# Niederländische Handelsgesellschaft
Die Niederländische Handelsgesellschaft (niederländisch: Nederlandsche Handelmaatschappij) ist eine der Vorläufergesellschaften des Bankenkonzerns ABN AMRO. 

## Geschichte

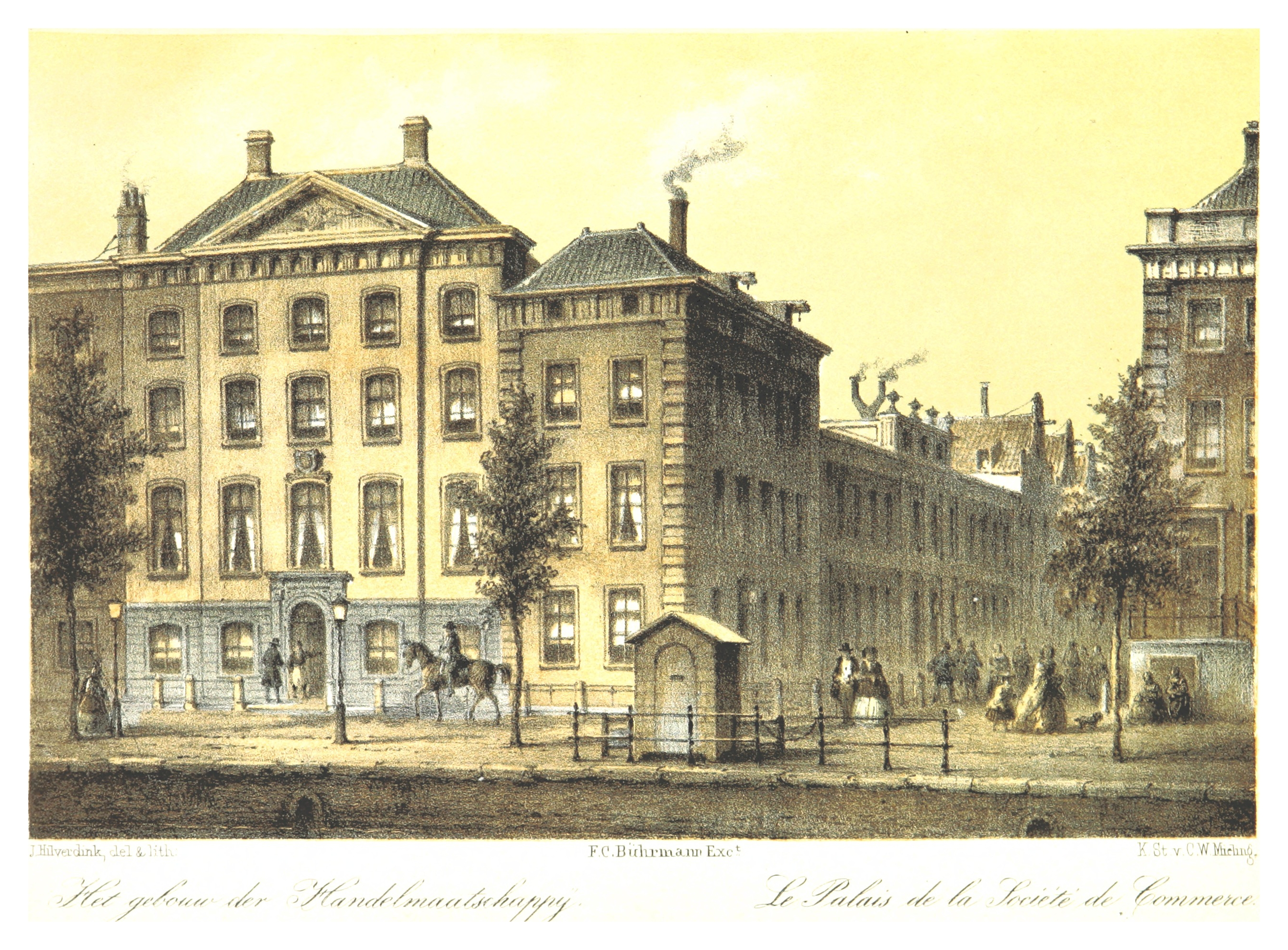
Das Hauptgebäude in Amsterdam im Jahr 1860

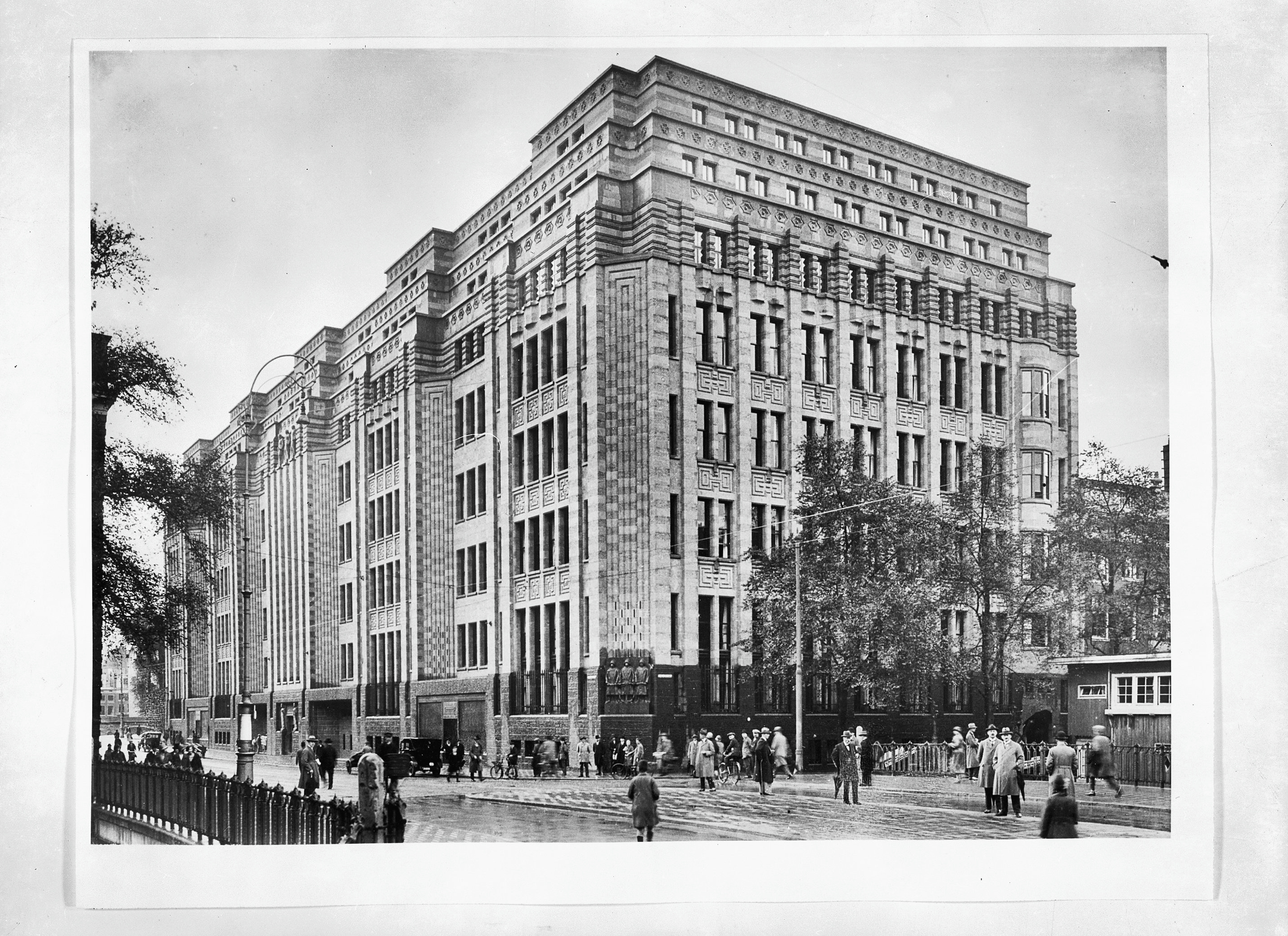
Nederlandsche Handel-Maatschappij in Amsterdam (De-Bazel-Gebäude)

Auf Erlass von König Willem I. wurde 1824 die Niederländische Handelsgesellschaft (NHG) gegründet, um die Handelsbeziehungen zwischen den Niederlanden und Niederländisch-Indien wiederzubeleben. Ab 1870 dehnte die NHG ihr Geschäftsfeld auch auf Bankgeschäfte aus.
Nacheinander wurden 1826 ein Büro in Batavia (alte Bezeichnung für Jakarta), 1858 eine Vertretung in Singapur, 1888 eine Vertretung in Penang, 1889 eine Vertretung in Hongkong und 1920 Vertretungen in Bombay (Mumbai) und Kalkutta (Kolkata) eröffnet, wobei die beiden letzteren überwiegend zur Betreuung von Kunden im Diamantenhandel dienten. 
Mit der Eröffnung einer Vertretung in Dschidda (Saudi-Arabien) 1926 entstand dort die erste und bis 1948 einzige kommerzielle Bank des Königreichs. Kunden der Zweigstelle waren insbesondere indonesische Muslims, die sich im Rahmen ihres Haddsch auf dem Weg nach Mekka befanden. 1941 eröffnete die NHG ein Büro in New York, 1948 eine Vertretung in Karatschi. Damit war die NHG die erste ausländische Bank, die von der neuen pakistanischen Regierung eine Lizenz für Bankgeschäfte erhielt. In Suriname erwarb die NHG 1949 De Surinaamsche Bank. Außerdem eröffnete sie 1951 Vertretungen in Mombasa und Dar-es-Salam und 1954 in Beirut und Kampala.
1960 verstaatlichte die indonesische Regierung den indonesischen Zweig der NHG und formte daraus die Bank Ekspor Impor Indonesia, jetzt Bank Mandiri. Die NHG verlagerte 1963 ihren Firmensitz in Malaysia nach Kuala Lumpur.
1964 schloss sie sich mit der Twentsche Bank  zur Algemene Bank Nederland (ABN) zusammen. ABN selbst fusionierte 1991 mit der AMRO Bank zu dem Unternehmen ABN AMRO.